# Gwint trapezowy niesymetryczny
Gwint trapezowy niesymetryczny – gwint pociągowy o zarysie trapezowym. Gwint niesymetryczny charakteryzuje się dużą wytrzymałością i może być obciążony tylko w jednym kierunku. Zaletą gwintu niesymetrycznego jest wyższa sprawność.